# Май Шьовал
Май Шьовал (на шведски: Maj Sjöwall) е шведска журналистка, преводачка и писателка, авторка на криминални романи.

## Биография и творчество
Май Шьовал е родена на 25 септември 1935 г. в Стокхолм, Швеция. Дъщеря на Уил Шьовал и Маргит Тробьок. Има брат – Ларс Шьовал. Баща ѝ е бил управител на верига хотели и тя израства на последния етаж на един от тях в родния си град. От малка вижда социалното разделение и не приема буржоазното статукво.
След гимназията учи журналистика и графика. Общува с група свободомислещи художници и музиканти. На 21 г. е бременна от бившия си приятел, но решава да остави детето. Омъжва се за редактора Гунар Исаксон, който е 20 г. по-възрастен. Връзката им е кратка и след това се омъжва за втори път за фотографа Ханс Флодкуист, който също е по-възрастен и иска да живеят в предградията, и да имат повече деца. Този брак също е не издържа дълго и тя остава самотен родител с дъщеря си Лена (1956).
Първоначално в периода 1954 – 1959 г. Май Шьовал е редактор в издателство „Ahlen & Akerlund“, през 1959 – 1961 г. е редактор в издателство „Wahlström & Widstrand“, а през 1961 – 1963 г. в „Esselte“.
През 1961 г. се среща с Пер Вальо, с който работят за едни и същи издатели. Двамата стават любовници и от 1963 г. живеят заедно без брак. Имат двама сина – Тец (1963) и Йенс (1966).
Май Шьовал и Пер Вальо имат марксистки възгледи и се възхищават на работата на Жорж Сименон, Дашиъл Хамет и Реймънд Чандлър. Те решават да пишат съвместно и внимателно планират бъдещата си творческа дейност. Пишат предимно вечер, когато децата си лягат. През 1965 г. започват да публикуват своята известна поредица „Мартин Бек“ с издаването на първия трилър „Роузана“. Главният герой Мартин Бек е твърдия и методичен комисар от отдел „Убийства“ на Централното бюро за разследване на полицията в Стокхолм. Партнират му бившият парашутист и помощник-инспектор Ленарт Колберг, който мрази насилието и отказва да носи оръжие, излезлия от висшето общество Гунвалд Ларшон, Ейнард Рюн от селските райони на Швеция, и комичната патрулна двойка Кристиансон и Квант. Бек е женен и има две деца със съпругата си Инга, но в поредицата постепенно започва връзка с либералната Реа Нилсън.
Романът „Смеещият се полицай“ от поредицата е удостоен с наградата „Едгар“ за най-добър роман от Асоциацията на писателите на криминални романи на Америка. Той е адаптиран в едноименния филм с участието на Уолтър Матау. Романът „Роузана“ е определен за част от 100-те най-добри криминални романа. Голяма част от поредицата „Мартин Бек“, са адаптирани за телевизията и киното. През 1993 – 1994 г. Май Шьовал участва във филмовите продукции с епизодични второстепенни роли.
След смъртта на Пер Вальо през 1975 г. Май Шьовал се занимава предимно с преводи на криминалните романи на Робърт Б. Паркър на шведски, както и на много други трилъри от английски. По-късно пише документални книги, като най-известната е за актрисата Грета Гарбо.
Май Шьовал живее съвсем скромно в Стокхолм и продължава да работи. От 2015 г. живее на остров Вен.
Май Шьовал умира на 29 април 2020 г. във Вен.

## Произведения

### Серия „Мартин Бек“ (Martin Beck) – в съавторство сПер Вальо
1. Roseanna (1965)
Роузана: Роман за едно престъпление, изд. „Камея“ (1995), прев. Васа Ганчева
2. Mannen som gick upp i rök (1966)
3. Mannen på balkongen (1967)
4. Den skrattande polisen (1968) – награда „Едгар“
Смеещият се полицай, изд.: „Народна култура“, София (1983), прев. Павел Стоянов
5. Brandbilen som försvann (1969)
Пожарната, която изчезна : Роман за едно убийство, изд. „Петриков“ (1992), прев. Светла Стоилова
6. Polis, polis, potatismos! (1970)
7. Den vedervärdige mannen från Säffle (1972)
8. Заключената стая, Det slutna rummet (1972)
9. Polismördaren (1974)
10. Terroristerna (1975)

### Документалистика
- Eine Frau wie Greta Garbo (1990) – в съавторство с Томас Рос
- Erbsensuppe flambiert (2003) – в съавторство с Юрген Албертс
- Der letzte Raucher (2009) – в съавторство с Юрген Албертс

### Филмография

#### По романите и сценариите
- Roseanna (1967)
- The Laughing Policeman (1973)
- Mannen på taket (1976)
- Nezakonchennyy uzhin (1980)
- Der Mann, der sich in Luft auflöste (1980)
- Brandbilen som försvann (1993)
- Det slutna rummet (1993)
- Roseanna (1993)
- Polis polis potatismos (1993)
- Mannen på balkongen (1993)
- Polismördaren (1994)
- Stockholm Marathon (1994)
- Beck (1997 – 2009)

#### Като актриса (второстепенни малки роли)
- 1993 Brandbilen som försvann
- 1993 Roseanna (video)
- 1993 Polis polis potatismos (video)
- 1993 Mannen på balkongen
- 1994 Polismördaren (video)
- 1994 Stockholm Marathon